# Artillerieblock
Ein Artillerieblock ist der Teil eines Artilleriewerks, oder im Französischen gros ouvrage genannt, der mit Artillerie ausgestattet, für den Fernkampf zuständig ist. Es handelt sich dabei entweder um Artilleriekasematten bei der die Geschütze aus Mauerscharten schießen, oder um Artilleriebunker, die ganz in der Erde versenkt, mittels versenkbarer Panzerdrehtürme wirken können.
Während Artilleriekasematten über zwei bis drei Scharten mit je einem Geschütz verfügten, waren Panzertürme grundsätzlich mit Zwillingsgeschützen ausgestattet, die zwar unabhängig voneinander höhenrichtbar und abfeuerbar waren, jedoch nur in eine gemeinsame Richtung schießen konnten.

## Artilleriewaffen für Artilleriekasematten
7,5 cm Kanone, Modell 1929, Reichweite 12.100 Meter.
7,5 cm Haubitze, Modell 1931, Reichweite 5.900 Meter (nur in den Alpen).
7,5 cm Kanone, Modell 1932, Reichweite 12.100 Meter.
7,5 cm Kanone verkürzt, Modell 1932, Reichweite 9.100 Meter.
7,5 cm Kanone, Modell 1933, Reichweite 11.900 Meter (nur in den Alpen).
8,1 cm-Granatwerfer, Modell 1932, Reichweite 3.600 Meter.
13,5 cm Haubitze, Modell 1932, Reichweite 5.600 Meter.

## Artilleriewaffen für Artilleriebunker
7,5 cm Kanone verkürzt, Modell 1932, Reichweite 9.500 Meter.
7,5 cm Kanone, Modell 1933, Reichweite 11.900 Meter.
8,1 cm-Granatwerfer, Modell 1932, Reichweite 3.600 Meter.
13,5 cm Haubitze, Modell 1932, Reichweite 5.600 Meter.